# Nederlands Film Festival 2023
Het 43ste Nederlands Film Festival vond plaats in Utrecht van vrijdag 22 september tot en met vrijdag 29 september 2023. Op 24 september werden de nominaties voor de Gouden Kalveren bekendgemaakt. De uitreiking van de prijzen vond plaats op 29 september. Het eerste Gouden Kalf werd uitgereikt in een speciale uitzending van het televisieprogramma Khalid & Sophie.

## Winnaars en genomineerden
| Beste film | Beste regie |
| --- | --- |
| - Sweet Dreams - El Houb - Kiddo - Silver Haze - Zee van tijd | - Ena Sendijarević - Sweet Dreams - Theu Boermans - Zee van tijd - Zara Dwinger - Kiddo |
| Beste hoofdrol speelfilm | Beste bijrol speelfilm |
| - Renée Soutendijk - Sweet Dreams - Fahd Larhzaoui - El Houb - Frieda Barnhard - Kiddo - Hanna van Vliet - Het verloren transport - Rifka Lodeizen - Onder de Blote Hemel | - Florian Myjer - Sweet Dreams - Bram Suijker - Het verloren transport - Emmanuel Ohene Boafo - El Houb - Isabelle Kafando - Zomervacht - Valentijn Dhaenens - Zomervacht                                                       |
| Beste scenario | Beste production design |
| - Shariff Nasr, Philip Delmaar - El Houb - Ena Sendijarević - Sweet Dreams - Nena van Driel, Zara Dwinger - Kiddo                                                         | - Florian Legters - Zomervacht - Jorien Sont - De man uit Rome - Minka Mooren - Piece of my Heart |
| Beste camera | Beste montage |
| - Emo Weemhoff - Sweet Dreams - Lennert Hillege - Toen we van de Duitsers verloren - Myrthe Mosterman - Zee van tijd                                                      | - Fatih Turah - Kiddo - Jasper Quispel - De man uit Rome - Lot Rossmark - Sweet Dreams |
| Beste muziek | Beste sound design |
| - Minco Eggersman - De Man uit Rome - Fons Merkies, Laurens Goedhart, Michiel Marsman en Manna Horsting - Zee van tijd - Jorrit Kleijnen en Jacob Meijer - Toen ik je zag | - Zita Leemans, Michel Schöpping - Kiddo - Jan Willem van den Brink - Zee van tijd - Marco Vermaas - De man uit Rome |
| Beste costume design | Beste lange documentaire |
| - Bernadette Corstens - Sweet Dreams - Bernadette Corstens - Piece of my Heart - Heleen Heintjens - Zomervacht                                                            | - Mijn grote broer - Mercedes Stalenhoef - A Way to B - Jos de Putter, Clara van Gool - Dicht bij Vermeer - Suzanne Raes - Reis door onze wereld - Petra Lataster-Czisch, Peter Lataster - The Dmitriev Affair - Jessica Gorter |
| Beste korte documentaire | Beste korte film |
| - Mijn vader, Nour en ik - Wiam Al-Zabari - Als ik zelf de zon ben - Naomi White - My Maysoon - Batoul Karbijha                                                           | - Lucid Dreaming - Emma Evelein - Het optreden - Claire Zhou - Ma Mère et Moi - Emma Branderhorst |
| Beste hoofdrol korte film | Beste dramaserie |
| - Hannah van Lunteren - Ma Mère et Moi - Beppie Melissen - Gleuf - Ellen Parren - Ik ben geen robot                                                                       | - Santos - De droom van de jeugd - Lampje |
| Beste hoofdrol dramaserie | Beste bijrol dramaserie |
| - Eva Crutzen - BODEM - Ahlaam Teghadouini - Sihame - Shahine El-Hamus - Bestseller Boy                                                                                   | - Marit van Bohemen - Judas II: Dagboek van een getuige - Bianca Krijgsman - Dag & Nacht - Gustav Borreman - De droom van de jeugd                                                                                              |
| Beste digitale cultuurproductie | |
| - Dear Beloved Friend, - Dries Verhoeven - The Imaginary Friend - Steye Hallema - To Be Continued - Yannick Noomen, Noortje van den Eijnde, Roel Wouters, Luna Mauer      | |

### Andere toekenningen
| Gouden Kalf voor de Filmcultuur      | Gouden Kalf van het Publiek |
| ------------------------------------ | --------------------------- |
| - Digna Sinke                        | - De Tatta's                |
| Prijs van de Nederlandse Filmkritiek |                             |
| - Zomervacht                         |                             |